# Mellre Långsjön
Mellre Långsjön är en sjö i Älvdalens kommun i Dalarna och ingår i Dalälvens huvudavrinningsområde. Sjön har en area på 0,335 kvadratkilometer och ligger 774,1 meter över havet. Sjön avvattnas av vattendraget Långsjöbäcken. Vid provfiske har elritsa, röding och öring fångats i sjön.

## Delavrinningsområde
Mellre Långsjön ingår i det delavrinningsområde (685005-132519) som SMHI kallar för Utloppet av Mellre Långsjön. Medelhöjden är 785 meter över havet och ytan är 1,38 kvadratkilometer. Det finns inga avrinningsområden uppströms utan avrinningsområdet är högsta punkten. Långsjöbäcken som avvattnar avrinningsområdet har biflödesordning 5, vilket innebär att vattnet flödar genom totalt 5 vattendrag innan det når havet efter 543 kilometer. Avrinningsområdet består mestadels av skog (76 procent). Avrinningsområdet har 0,33 kvadratkilometer vattenytor vilket ger det en sjöprocent på 24,2 procent.